# Franz af Teck
Franz af Teck var søn af titulær hertug Alexander af Württemberg (1804–1885) samt sønnesøn af Ludvig, prins af Württemberg og Henriette af Nassau-Weilburg (1780–1857).
Desuden var han oldesøn af regerende hertug Frederik 2. Eugen af Württemberg, fyrste Karl Christian af Nassau-Weilburg og nederlandsk regentinde og tronfølger Caroline af Oranien-Nassau-Diez. (Caroline var datterdatter af kong Georg 2. af Storbritannien).

## Familie
Franz af Teck blev gift med et medlem af den udvidede britiske kongefamilie. Hans gemalinde var sønnedatter af Georg 3. af Storbritannien og kusine til Victoria af Storbritannien.
De blev forældre til Mary af Teck (1867–1953), der blev gift med Georg 5. af Storbritannien. Mary var britisk dronning i 1910–1936. De blev også forældre til Francis af Teck (1870–1910) og til Alexander Cambridge af Teck, 1. jarl af Athlone.
De blev bedsteforældre til Edward 8. af Storbritannien, Georg 6. af Storbritannien, Mary, Princess Royal og grevinde af Harewood, Henry, hertug af Gloucester, George, hertug af Kent (gift med Marina af Grækenland og Danmark), Lord Frederick Cambridge, Lady May Abel Smith, Rupert Cambridge, vicegreve Trematon.
De blev også oldeforældre til Elizabeth 2. af Storbritannien, Prinsesse Margaret, grevinde af Snowdon, George Lascelles, 7. jarl af Harewood, Gerald David Lascelles, Richard, hertug af Gloucester (gift den danskfødte Birgitte Eva Henriksen), Prins Edward, hertug af Kent, Prinsesse Alexandra, lady Ogilvy, Prins Michael af Kent og Anne Liddell-Grainger (mor til den konservative politiker Ian Liddell-Grainger).